# Metković (Dubrovnik-Neretva)
Pour les articles homonymes, voir Metković.
Metković est une ville et une municipalité située dans le Comitat de Dubrovnik-Neretva, en Croatie.

## Histoire
Depuis 1815 (Congrès de Vienne) jusqu'en 1918, la ville (au nom bilingue de METKOVIĆ - METCOVICH) fait partie de la monarchie autrichienne (empire d'Autriche), puis Autriche-Hongrie (Cisleithanie après le compromis de 1867), chef-lieu du district de même nom, l'un des 13 Bezirkshauptmannschaften en Dalmatie. Le nom METKOVICH (anciennement METCOVICH) seul est utilisé avant 1867.

## Localités et démographie
La municipalité de Metković compte 5 localités :
- Dubravica
- Glušci
- Metković
- Prud
- Vid

Au recensement de 2001, la municipalité comptait 15 384 habitants, dont 96,42 % de Croates et la ville seule comptait 13 873 habitants.